# Línea 133 (Rosario)
Línea 133 es una línea de transporte urbano de pasajeros de la ciudad de Rosario, Argentina. El servicio está actualmente operado por Rosario Bus-.
Anteriormente el servicio de la línea 133 era prestado desde sus orígenes y bajo la denominación de línea 54 Roja por la empresa Línea 54 S.R.L., luego por Transporte Automotor Molino Blanco S.R.L. (cambiando en 1986 su denominación a línea 133), Empresa de Transporte Automotor Molino Blanco S.R.L., la Sociedad del Estado Municipal para el Transporte Urbano Rosario -SEMTUR-, entre el 1 de enero de 2019 y el 19 de julio de 2019 la empresa Movi y desde el 20 de julio de 2019, la empresa Rosario Bus.
Su recorrido actual es el resultante de la fusión de líneas 133 y 160, en el año 2006.
Desde el 24 de mayo de 2012, mediante convenio ratificado por decreto municipal, homologado por la Secretaría de Transporte de la Provincia de Santa Fe, extiende su recorrido hacia la localidad de Funes.

## Ramales
Esta línea presenta dos ramales identificados mediante colores: el verde y el negro

## Recorridos

### 133

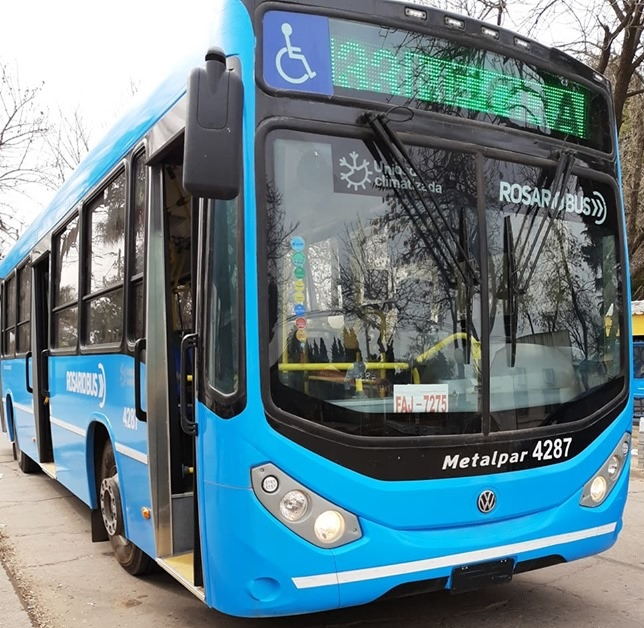
Volkswagen de la empresa Rosario Bus; empresa que se hizo cargo de la línea 133, en sus variantes "Negra" y "Verde".

Servicio diurno y nocturno.
|  |  | KBHFa |

|  |  | STR+lBUEq |

|  |  | BHF |

|  |  | BHF |

|  |  | STR+lBUEq |

|  |  | HST |

|  |  | hKRZWae |

|  |  | STR+GRZq |

|  |  | BHF |

|  |  | BHF |

|  | KBHFa | STR |  |

|  | STRl | ABZg+r |  |

|  |  | BHF |

|  |  | BHF |

|  |  | BHF |

|  |  | KRZu |

|  |  | BHF |

|  |  | BHF |

|  |  | BHF |

|  |  | STR+lBUEq |

|  |  | BHF |

|  |  | STR+lBUEq |

|  | BUS2 | DST |  |

|  |  | BHF |

|  |  | BHF |

|  |  | BHF |

|  |  | BHF |

|  | BUS2 | DST |  |

|  |  | BHF |

|  | BUS2 | BHF |  |

|  |  | BHF |

|  |  | BHF |

|  |  | BHF |

|  |  | BHF |

|  |  | BHF |

|  |  | BHF |

|  |  | STR+lBUEq |

|  |  | BHF |

|  |  | BHF |

|  |  | BHF |

|  |  | BHF |

|  |  | BHF |

|  |  | BHF |

|  |  | STR+lBUEq |

|  |  | BHF |

|  |  | BHF |

|  |  | KBHFe |